# غلامحسین زرگری‌نژاد
غلامحسین زرگری‌نژاد تاریخ‌نگار، پژوهشگر و استاد برجسته تاریخ دانشگاه تهران است. او بیشتر در زمینهٔ تاریخ معاصر ایران و تاریخ اسلام فعالیت دارد.

## زندگی‌نامه
زرگری‌نژاد در سال ۱۳۲۹ در شهرستان بجنورد متولد شد. تحصیلات خود را در رشته ی فلسفه در مقطع کارشناسی و در رشته ی تاریخ در مقطع کارشناسی ارشد در دانشگاه تهران ادامه داد. در سال ۱۳۷۲ درجهٔ دکترای تخصصی تاریخ را از دانشگاه تربیت مدرس دریافت کرد و به مدت ۳ سال در دانشکده روابط بین‌الملل وزارت خارجه به تدریس تاریخ سیاست و تاریخ اسلام و اندیشه‌های سیاسی در اسلام و ایران پرداخت. وی در سال ۱۳۷۳ به گروه تاریخ دانشگاه تهران پیوست.

## مقالات
- موافقت نامه گلستان، قرارداد متارکه جنگ یا عهدنامه قطعی(؟!)، فصلنامه مطالعات تاریخ اسلام، سال سوم، شماره هشتم، بهار ۱۳۹۰.
- از مدرسه صنایع مستظرفه تا دانشکده هنرهای زیبا، مروری بر زمینه‌های شکل‌گیری و تأسیس دانشکده هنرهای زیبا در دانشگاه تهران، هنرهای زیبا، شماره ۳۰، تیرماه ۱۳۸۶.
- زندگی و زمانه فتحعلی‌خان قاجار، گذری بر نخستین تلاش نافرجام برای تأسیس سلسله قاجار، پژوهشنامه علوم انسانی، شماره ۵۲، دی ۱۳۸۵.
- اندیشه‌های سیاسی شیخ‌الرئیس، مجله تاریخ، دانشکده ادبیات و علوم انسانی، دانشگاه تهران، شماره ۲، آذر ۱۳۸۵.
- تیمورتاش: قربانی منافع ایران در خلیج فارس، تاریخ (ضمیمه مجله دانشکده ادبیات و علوم انسانی دانشگاه تهران)، شماره ۴، اسفند ۱۳۸۴.
- قانون حکومت ایران (سومین قانون اساسی عصر ناصری)، مجله تاریخ، شماره چهارم، دانشکده ادبیات و علوم انسانی، دانشگاه تهران، شماره چهارم، آبان ۱۳۸۳.
- تأسیس و گسترش فرمانروایی احمدخان سدوزایی، پژوهشنامه علوم انسانی، شماره ۳۴، مرداد ۱۳۸۱.
- مناسبات سفیر عثمانی با رهبران مشروطیت، مجموعه مقالات روابط فرهنگی ایران و ترکیه، تهران، سازمان فرهنگ و ارتباطات اسلامی، شماره سوم، تیر ۱۳۸۲.
- منبع‌شناسی تاریخ مناسبات ایران و عثمانی در اوایل دوره قاجار، مجموعه مقالات روابط فرهنگی ایران و ترکیه، شماره اول، تهران، سازمان فرهنگ و ارتباطات اسلامی، مرداد ۱۳۸۱.
- تکوین و تحول جامعه هزاره و فراز و نشیب‌های آن در مناسبات با حکومت‌های ایران در دوره صفویه و قاجاریه، کتاب ماه، شماره ۸ و ۹، خرداد ۱۳۸۰.
- ملکم‌خان، ترقی‌خواهی در سیاست، انحطاط‌طلبی در اقتصاد و فرهنگ، تهران، فرهنگ اندیشه، شماره اول، خرداد ۱۳۸۰.
- خاوری شیرازی و تثبیت مکتب تاریخ‌نویسی استرآبادی، مجله تاریخ، دانشکده ادبیات و علوم انسانی، دانشگاه تهران، شماره یکم، مرداد، ۱۳۸۰.
- نهضت‌ها و جنبش‌های معاصر و انقلاب اسلامی، اردیبهشت ۱۳۷۹، آخرین انقلاب قرن، نشر معارف، محل انتشار تهران.
- میراث تاریخی اندرزنامه‌نویسان دوره قاجار، مجله تاریخ، شماره اول، دانشکده ادبیات و علوم انسانی، دانشگاه تهران، اردیبهشت ۱۳۷۹.
- بررسی احکام‌الجهاد و اسباب‌الرشاد، دانشکده ادبیات و علوم انسانی، دانشگاه تهران، سال چهل و سوم، شماره ۱۵۵، ۱۳۷۹.
- رستم‌الحکما، هذیان به‌جای تاریخ، کتاب ماه تاریخ و جغرافیا، ویژه مطالعات صفوی (۱)، سال چهارم، شماره اول و دوم، آذر ۱۳۷۹.
- قرائتی دیگر از منازعه لرد مینتو و سرهارد فورد جونز، مجله تاریخ، دانشکده ادبیات و علوم انسانی، دانشگاه تهران، شماره ۳، مرداد ۱۳۸۱.
- سنت پژوهش و نقد اخبار در متون تاریخی، پژوهش حوزه و دانشگاه.
- اندرزها واندیشه‌های سیاسی کشفی دارابی، یادنامه خاتمی، شماره اول، اردیبهشت ۱۳۷۶.
- نظریه اتحاد اسلام در اندیشه سید جمال‌الدین اسدآبادی، یادواره یکصدمین سالگشت سید جمال‌الدین اسدآبادی، شماره اول، اردیبهشت ۱۳۷۶.
- عدالت، میراث متروک انبیا در حکومت اموی، مجموعه مقالات کنگره بین‌المللی امام خمینی و فرهنگ عاشورا، اردیبهشت ۱۳۷۵.
- نگاهی به اندیشه‌های سیاسی طالبوف تبریزی، فرهنگ و توسعه، شماره نهم، مرداد ۱۳۷۴.
- ارشادالغافلین و تنبیه‌الجاهلین، تاریخ معاصر ایران، شماره ۷، خرداد ۱۳۷۴.
- رساله اصول ملکم‌خان و نقد آن در یکی از نوشته‌های دوره ناصری، تاریخ معاصر ایران، شماره ۶، مهر ۱۳۷۳.
- مروری بر خاطرات سپهبد امیراحمدی (قسمت دوم)، تاریخ معاصر ایران، شماره پنجم، بهمن ۱۳۷۲.
- مروری بر خاطرات سپهبد امیراحمدی (قسمت اول)، تاریخ معاصر ایران، شماره چهارم، بهمن ۱۳۷۱.
- ناامنی و عدم ثبات سیاسی و تأثیر آن بر روند توسعه در تاریخ ایران، فرهنگ و توسعه، شماره چهارم، بهمن ۱۳۷۱.
- ارشادالعباد الی عمارةالبلاد، فرهنگ توسعه، اول، شهریور ۱۳۷۱.
- رسائل مشروطیت و سیری کوتاه در محتوی آن‌ها، فصلنامه مطالعات تاریخی، شماره ۲، مرداد ۱۳۶۹.
- مروری بر نظریات و عقاید سیاسی معتزله، مطالعات تاریخی، شماره دوم، مرداد ۱۳۶۸.